# ユニック P107
ユニック P107 ( Unic P107 ) はフランスのシトロエン社が1930年代に開発し、ユニック社において量産された軍用の半装軌車(ハーフトラック)である。

## 概要
1920年代から1930年代にかけて、フランスのシトロエン社はケグレスの発明した特許に基づいて何種類かのハーフトラックを開発・生産していた。1934年にシトロエン・ケグレス P17の後継機種となるシトロエン・ケグレス P107を開発したが、シトロエンが経営危機を迎えると、シトロエンの親会社となったミシュランは民間市場に重点を置く施策を取った。これに伴い、ユニック社がフランス軍向けのP107の生産ライセンスを取得し、ユニック P107 として1935年から生産を開始した。
フランス軍向けに生産されたP107は主に砲兵トラクターおよび工兵車両として使用され、1940年にフランスがドイツによって占領されるまでに、総計3,276両が生産された。

## ドイツ軍での運用
1940年にドイツ軍がフランスを占領すると、鹵獲されたユニックP107はドイツ軍によって leichter Zugkraftwagen U304(f) の形式名を与えられ、引き続き砲牽引車などとして使用される事となった。
ドイツ国防軍の装甲師団の一つである第21装甲師団は1943年に北アフリカ戦線で壊滅した後、フランス国内で再編されたが、この際に使用可能な装備の多くがフランス国内に残されていたフランス製の鹵獲車両であった。第21装甲師団の技術将校であったアルフレッド・ベッカーはフランス製車両の改造・改修に尽力した人物として知られているが、ユニックP107も彼の主導によって装甲ハーフトラックに改造され、装甲兵員輸送車や自走対戦車砲として、再編された第21装甲師団に配備された。これらの車両は1944年に連合軍がノルマンディーに上陸した後の戦闘で実戦に投入された。

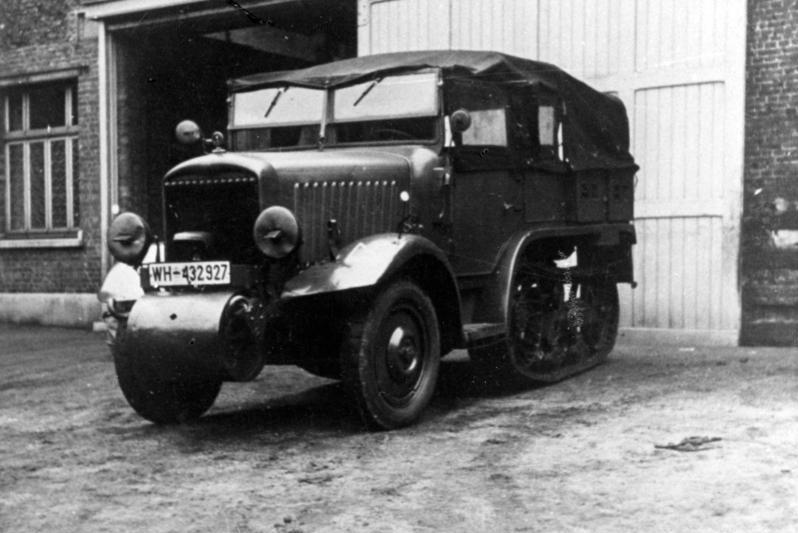
ドイツ国防軍のナンバープレートを付けたP107/U304(f), 1940年。
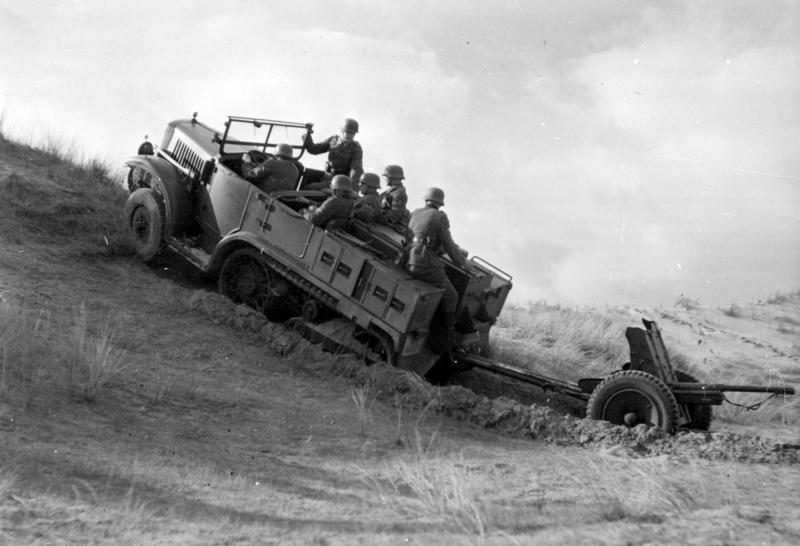
3.7cm PaK36を牽引するP107/U304(f), 1940年。
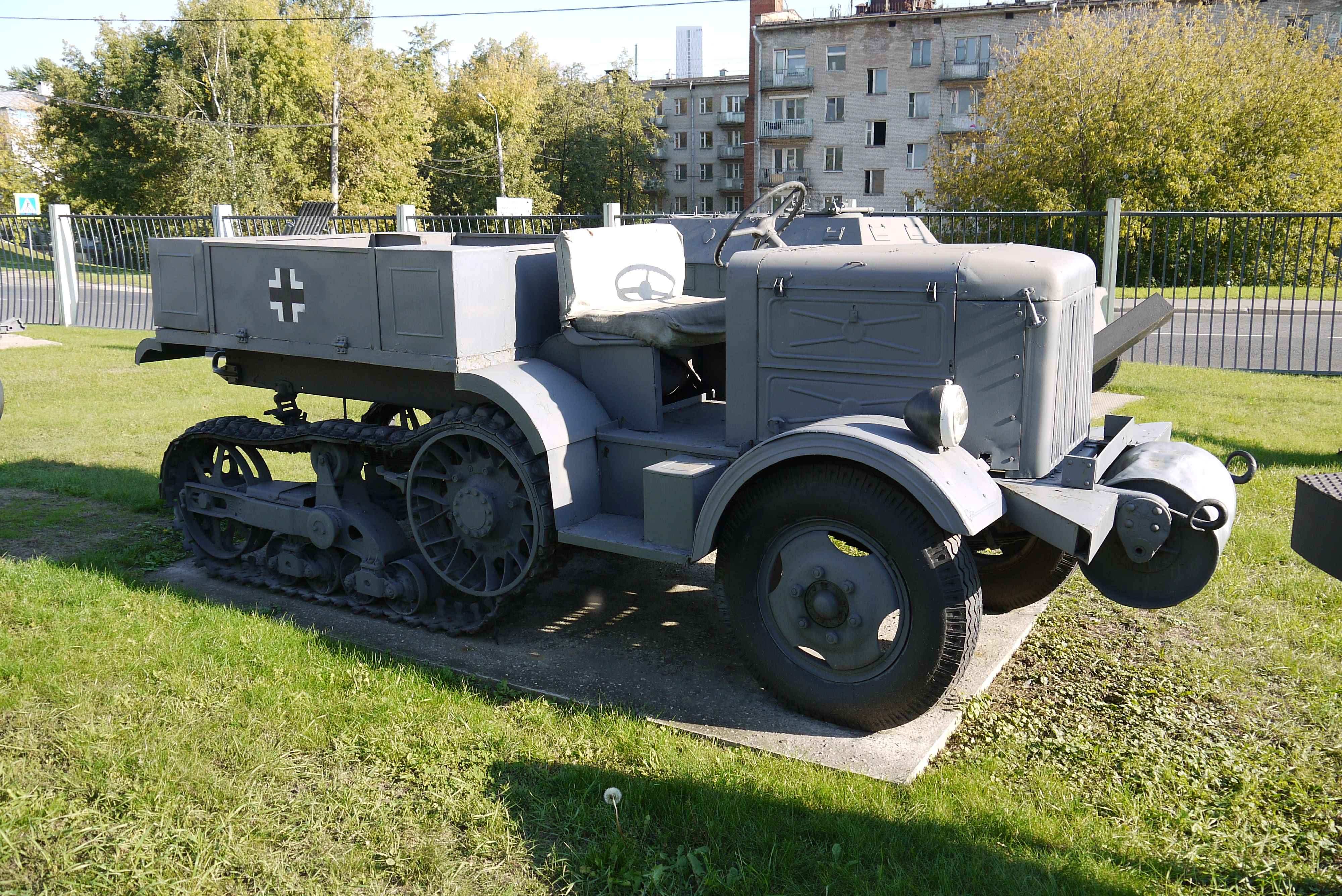
モスクワの大祖国戦争中央博物館の展示車両。